# Делавер
Делавер (енгл. Delaware), држава је у саставу САД. Има површину од 6.452 km² и 873.092 становника (по попису из 2000). Главни град Делавера је Довер, а највећи град је Вилмингтон. Делавер је америчка држава са најмањим бројем округа. Има их свега три, а то су: Њу Касл, Кент и Сасекс.

## Географија
Већина површине Делавера лежи на атлантској обалној плочи. На северу граничи се са Пенсилванијом. На истоку је граница са Њу Џерзијем река Делавер и Атлантски океан; на западу и југу граничи се са Мерилендом. Највећи град је Вилмингтон, а глави град је Довер. Једна од највећих војних ваздухопловних база лежи близу Довера.

### Клима
Делавер има преко целе године умерену климу са просечним температурама од 0 - 24 °C и статистичких 208 сунчаних дана. На климу утиче Атлантски океан па је стога преко целе године умерено до влажно време. За време лета температуре досегну до 32 °C; а зими се спусте до -5 °C.

## Демографија
| 1900.   | 1910.   | 1920.   | 1930.   | 1940.   | 1950.   | 1960.   | 1970.   | 1980.   | 1990.   | 2000.   | 2010.   |
| ------- | ------- | ------- | ------- | ------- | ------- | ------- | ------- | ------- | ------- | ------- | ------- |
| 184.735 | 202.322 | 223.003 | 238.380 | 266.505 | 318.085 | 446.292 | 548.104 | 594.338 | 666.168 | 783.600 | 897.934 |

### Највећи градови
| Вилмингтон Довер | 1.  | Вилмингтон | 70.851 | Њуарк Мидлтаун |
| Вилмингтон Довер | 2.  | Довер      | 36.047 | Њуарк Мидлтаун |
| Вилмингтон Довер | 3.  | Њуарк      | 31.454 | Њуарк Мидлтаун |
| Вилмингтон Довер | 4.  | Мидлтаун   | 18.871 | Њуарк Мидлтаун |
| Вилмингтон Довер | 5.  | Смирна     | 10.023 | Њуарк Мидлтаун |
| Вилмингтон Довер | 6.  | Милфорд    | 9.559  | Њуарк Мидлтаун |
| Вилмингтон Довер | 7.  | Сифорд     | 6.928  | Њуарк Мидлтаун |
| Вилмингтон Довер | 8.  | Џорџтаун   | 6.422  | Њуарк Мидлтаун |
| Вилмингтон Довер | 9.  | Елсмир     | 6.131  | Њуарк Мидлтаун |
| Вилмингтон Довер | 10. | Њу Касл    | 5.285  | Њуарк Мидлтаун |